# Kazimierz Karbowski
Kazimierz Karbowski (* 16. März 1925; † 8. Februar 2012) war ein polnischstämmiger Schweizer Neurologe und Epileptologe.

## Leben
Karbowski absolvierte sein Studium und den Beginn seiner Facharztausbildung in Krakau, Polen. 1957 emigrierte er nach Haifa, Israel. 1960–1962 war er wissenschaftlicher Assistent im EEG- und Vestibularis-Labor am Kantonsspital Genf, Schweiz, 1964–1967 Oberarzt an der Epilepsieklinik in Tschugg bei Bern. 1967 wechselte er an die Neurologische Universitätsklinik Bern. 1970 habilitierte er sich mit der Arbeit „Vestibularapparat und Hirnelektrische Aktivität“. Von 1972 bis zu seiner Pensionierung 1990 war Karbowski Chefarzt und außerordentlicher Professor und Leiter der Abteilung für Epileptologie und Elektroenzephalographie.
1978–1980 war Karbowski Präsident der Schweizerischen EEG-Gesellschaft. Er wurde unter anderem 1991 mit dem Berger-Preis durch die Deutsche EEG-Gesellschaft und 2007 mit der Tissot-Medaille durch die Schweizerische Epilepsie-Liga (Ehrenmitglied seit 1992) ausgezeichnet. Karbowski ist Autor zahlreicher Artikel und Herausgeber von Büchern, darunter auch von kommentierten Neuausgaben des klassischen Epilepsielehrbuchs des Schweizer Arztes und Volksgesundheitsschriftstellers Samuel Auguste Tissot.

## Schriften (Auswahl)
- Vestibularapparat und hirnelektrische Aktivität. EEG- und ENG-Studien bei Gesunden und Epilepsiekranken. Huber, Bern/Stuttgart/Wien 1971.
- Das Elektroenzephalogramm im epileptischen Anfall. Atlas. Huber, Bern/Stuttgart/Wien 1975.
- (Hrsg.): Status psychomotoricus und seine Differentialdiagnose. Huber, Bern/Stuttgart/Wien 1980.
- (Hrsg.): Der Schwindel aus interdisziplinärer Sicht. Springer, Berlin/Heidelberg/New York 1981.
- (Hrsg.): Halluzinationen bei Epilepsien und ihre Differentialdiagnose. Huber, Bern/Stuttgart/Wien 1982.
- Epileptische Anfälle. Phänomenologie, Differentialdiagnose und Therapie. Springer, Berlin/Heidelberg/New York/Tokio 1985.
- Samuel Auguste Tissot et son „Traité de L’épilepsie“ de 1770. Neuausgabe mit Einführung: Tissot (SA). Traité de L’Épilepsie. Faisant le Tome troisième du Traité des Nerfs & de leurs Maladies. Lausanne / Paris, A. Chapuis / P. F. Didot, le Jeune 1770. Lausanne, Ateliers d’Arts Graphiques de la Fondation Eben-Ezer à Lausanne 1984.
- mit Krämer G.: Neuausgabe der ersten deutschen Übersetzung mit einer neuen Einführung: Tissot (SA). Traité de L’Épilepsie. Faisant le Tome troisième du Traité des Nerfs & de leurs Maladies. Lausanne / Paris, A. Chapuis / P. F. Didot, le Jeune 1770; deutsch: Abhandlung von der Epilepsie oder fallenden Sucht. Berlin, Haude und Spener 1771 (übersetzt von J. G. Krünitz); eine weitere deutsche Ausgabe erschien ebenfalls 1771 bei J. G. Müller in Leipzig und eine dritte in der Übersetzung von C. Held erschien 1786 bei F. G. Jacobäer in Leipzig; Nijmegen, Arts & Boeve 1999